# 브리기타 부코베츠
브리기타 부코베츠(슬로베니아어: Brigita Bukovec, 1970년 5월 21일 ~ )는 슬로베니아의 은퇴한 육상 선수로 주 종목은 허들이다. 1996년 하계 올림픽에서 12.59초의 개인 기록으로 은메달을 획득했다.

## 인물 정보
류블랴나 출신이다. 1992년 바르셀로나에서 열린 올림픽 준결승에서 탈락했다. 이후에 1994년 헬싱키에서 열린 유럽 선수권 대회에서 13.01초로 4위를 했다.
1996년에 애틀랜타에서 열린 올림픽에서 12.59초로 스웨덴의 루드밀라 엥크비스트의 뒤를 이어 은메달을 획득했다. 부코베츠는 1997년 아테네에서 열린 세계 선수권 대회에서 12.69초의 시간으로 4위를 했다.
부코베츠는 1998년 부다페스트에서 열린 유럽 선수권 대회에서 12.65초로 불가리아의 스베틀라 디미트로바의 뒤를 이어 은메달을 획득했다.